# Joaquim Mensa i Prats
Joaquim Mensa i Prats (Badalona, 1830 - Cervelló, 1901) fou un empresari i propietari industrial català, considerat un dels fabricants de vidre més importants del país. Va dirigir el forn vidrier fundat per ell mateix a Cervelló (1855-1901).

## Biografia
Era nascut a Badalona fill de Joan Mensa i Teresa Prats. A l'edat de 13 anys se'n va a treballar al forn de vidre de Subirats on el seu germà, Josep Mensa, era responsable. Durant aquest període ja es podia veure el seu potencial com a empresari, cosa que es pot veure en què un hisendat de la zona va comentar: “Remena més diners el Mensa, essent treballador que no pas jo, que soc l’hereu de casa bona”. El 1855, amb 25 anys, deixa el forn amb els seus companys Xic Burgadà, Pere Borràs i Pau Carreter per crear una societat amb l'objectiu de construir una fàbrica de vidre a Cervelló. Aquell mateix any el conegut com "El Forn de Darrere", construït per Josep Jover i Parelleda, va quedar embargada a causa dels deutes que havia acumulat. Això va ser aprofitat per Mensa i els seus companys per arrendar la fàbrica.

### Carrera en la indústria vidriera
Al poc d'haver establert la societat vidriera aquesta va començar a patir dificultats a causa de la falta de fons. Per la falta d'estabilitat del projecte, els socis Xic Burgadà i Pau Carreter van abandonar la societat, deixant-la completament en mans de Mensa després que Pere Borràs moris. La viuda d'aquest últim va reclamar a Mensa el percentatge de l'empresa que corresponia al seu marit, però ja que la societat tenia un deute de 5.000 pessetes aquesta va haver de renunciar als seus drets i va deixar a l'empresari com a únic propietari.   
A partir d'aquest moment va transformar la seva petita societat vidriera en l'empresa de vidre més important del poble i de les més importants de la zona, exportant molts dels seus productes per tota Europa aprofitant la crisi generada per la Guerra francoprussiana (1870-1871). El 1876 va encarregar al madrileny Lorenzo Bosch Loredo perquè gestiones i tramites la documentació necessària al Ministeri de Foment amb l'objectiu d'obtenir una reial cèdula i privilegi de propietat per a poder introduir un nou tipus d'ampolla a les seves fàbriques. La seva expansió industrial va fer que tingués conflicte amb alguns grups socials com els terratinents agraris, abundants a Cervelló i que feia anys que estaven en decadència, i especialment els seus treballadors. Aquest ressentiment es deuria a les pobres condicions laborals i salaris que l'empresari oferia, després de la negativa a una pujada dels salaris, els treballadors es van declarar en vaga el 1893. Mensa, en resposta, els va acomiadar a tots i els va substituir amb treballadors espanyols del poble de Reinosa (Cantàbria). Llavors els treballadors acomiadats van crear una cooperativa vidriera molt efímera davant de la fàbrica de Mensa. La creació i caiguda d'aquesta cooperativa va ser un fet important pels habitants de Cervelló, cosa que es pot veure en què l'autor barceloní Manuel Rovira i Serra, resident de Cervelló, va crear l'obra Gent de vidre inspirant-se en aquest esdeveniment.

### Carrera política
A més d'empresari, Mensa també va tenir una carrera política a Cervelló. El 1867 va entrar per primera vegada a l'Ajuntament de Cervelló amb el càrrec de tinent d'alcalde, però l'any següent va perdre el càrrec quan la Junta Revolucionària sorgida després de La Gloriosa va establir un alcalde interí al municipi. No se sap si va deixar el càrrec per iniciativa pròpia o si va ser acomiadat, però és molt probable que ambdues opcions estiguessin motivades per la ideologia absolutista carlina de Mensa que contradeia el liberalisme de la revolució. L'empresari no va tornar a entrar a la política fins a la caiguda de la I República Espanyola el 1874. El 8 de març d'aquest mateix any el Governador Civil de Barcelona va posar a Mensa com a alcalde de Cervelló amb una Junta Municipal afí. Durant la seva estada com a alcalde va intentar crear noves mesures fiscals que va fer que s'enemistés amb els camperols i terratinents castellonins. A partir del 1875 va deixar l'alcaldia i va sevir com a Jutge de Pau de Cervelló fins a la seva mort el 1901. La seva família afirma que Isabel II o algun membre de la monarquia espanyola va donar-li el títol de Marques de Rovires, barri de Badalona on ell va néixer, però que ho va rebutjar per les seves idees carlines.